# Anomala exoletoides
Anomala exoletoides är en skalbaggsart som beskrevs av Lin 2000. Anomala exoletoides ingår i släktet Anomala och familjen Rutelidae. Inga underarter finns listade i Catalogue of Life.